# (37280) 2000 YT19
2000 YT19 (asteroide 37280) é um asteroide da cintura principal. Possui uma excentricidade de 0.06666360 e uma inclinação de 22.15036º.
Este asteroide foi descoberto no dia 28 de dezembro de 2000 por John V. McClusky em Fair Oaks Ranch.